# Fanøgade (Østerbro)
Fanøgade er en ca. 400 m lang gade mellem Landskronagade og Tåsingegade på Østerbro i København. Gaden er en af seks i Danmark med navnet.

## Gadens historie
Gaden fik sit navn i 1899 og er en del af ø-gade kvarteret. 
Den del af Fanøgade, der før 1926 hed Landskronagades Tværvej, indeholder de ældste bebyggelser. Husene er fra 1884 og tidstypiske: fire etager, tofags vinduer, meget lidt pynt på facaden: et bånd (lisén) og tandsnit under taget.
Selvom lejekasernerne ikke var meget bedre eller flottere på Østerbro end på Nørrebro, så gør gadernes bredde en del. Der er mere lys i de små lejligheder her end på Nørrebro.
Byudviklingen på Østerbro begyndte i 1880'erne og store dele var udbygget før 1. Verdenskrig i 1914. Bydelen er senere end Nørrebro og Vesterbro, der er fra 1870'erne og 1880’erne. Det betød, at byggeriet var af bedre kvalitet, fordi man strammede bygningslovgivningen i 1889.

## Nævneværdige bygninger i gaden
Nr. 20-24 er fra 1901 i gule mursten og har tandsnit under taget. I august 2011 har husene fået nye, store altaner.
I nr. 21 ligger vuggestuen Smørhullet. 
I nr. 19 har TNS Gallup til huse i, hvad der før var Christian Hansens laboratorium fra 1907. Her blev osteløbe tilvirket. I dag har firmaet Chr. Hansen til huse i Hørsholm. 
Nr. 2-10 er fra 1922 og en del af Boligforeningen AAB, der har en del huse i området. Bygningen gør med sine brune mursten og kvadratiske vinduer et lidt dystert indtryk, som opvejes af en trærække foran.

## Beboere
At det var arbejdere, der boede i gaden, ses af, at der i vejviseren for hundrede år siden kun var opført ejeren af ejendommen og en bogbindermester, Karl Banemann (nr. 7), en bager, politibetjent (nr. 9) og en tøffelmager i nr. 11. Arbejdere, der ikke havde telefon, kom ikke med i vejviseren.
I 1919 kom der en bil til i gaden, hvilket nok har glædet alle børnene. Ejeren var Carl A. Petersen, der var Chaufførlærer i nr. 19. Nummerpladen var K 840. 
I 1955 lå Dampvaskeriet Fanø ved fru J. Sørensen i nr. 36, og i nr. 40 boede tanktekniker og danselærerinde E. Kihlgast. I nr. 33 var der Dansk Bohave Transport ved vognmand N.A. Christensen, i nr. 3 på 1. sal boede talepædagoge E. Wranér. I nr. 20 på 3. boede I. Christensen, der var defektrice – medhjælper og opfylder på et apotek.